# 19. Kanadisches Kabinett
Das 19. Kanadische Kabinett (engl. 19th Canadian Ministry, franz. 19e conseil des ministres du Canada) regierte Kanada vom 22. April 1963 bis zum 20. April 1968. Dieses von Premierminister Lester Pearson angeführte Kabinett bestand aus Mitgliedern der Liberalen Partei.

## Minister
| Amt                                                              | Name | Zeitraum |
| ---------------------------------------------------------------- | --- | --- |
| Premierminister                                                  | Lester Pearson | 22. April 1963 – 20. April 1968 |
| Außenminister                                                    | Paul Joseph James Martin | 22. April 1963 – 20. April 1968 |
| Justizminister und Attorney General                              | Lionel Chevrier Guy Favreau George McIlraith (geschäftsführend) Lucien Cardin Pierre Trudeau                                                                                                   | 22. April 1963 – 2. Februar 1964 3. Februar 1964 – 29. Juni 1965 30. Juni 1965 – 6. Juli 1965 7. Juli 1965 – 3. April 1967 4. April 1967 – 20. April 1968 |
| Verteidigungsminister                                            | Paul Hellyer Léo Cadieux | 22. April 1963 – 18. September 1967 19. September 1967 – 20. April 1968 |
| Finanzminister und Schatzmeister                                 | Walter L. Gordon Mitchell Sharp (geschäftsführend) Mitchell Sharp | 21. Juni 1957 – 10. November 1965 11. November 1965 – 17. Dezember 1965 18. Dezember 1965 – 20. April 1968 |
| Minister für nationale Einkünfte                                 | John Richard Garland vakant George McIlraith (geschäftsführend) Edgar Benson Jean Chrétien | 22. April 1963 – 14. März 1964 15. März 1964 – 18. März 1964 19. März 1964 – 28. Juni 1964 29. Juni 1964 – 17. Januar 1968 18. Januar 1968 – 20. April 1968 |
| Verkehrsminister                                                 | George McIlraith John Pickersgill Paul Hellyer | 22. April 1963 – 2. Februar 1964 3. Februar 1964 – 18. September 1967 19. September 1967 – 20. April 1968 |
| Arbeitsminister                                                  | Allan MacEachen John Robert Nicholson | 22. April 1963 – 17. Dezember 1965 18. Dezember 1965 – 20. April 1968 |
| Minister für nationale Gesundheit und Wohlfahrt                  | Julia LaMarsh Allan MacEachen | 22. April 1963 – 18. September 1967 19. September 1967 – 20. April 1968 |
| Landwirtschaftsminister                                          | Harry Hays John James Greene | 22. April 1963 – 17. Dezember 1965 18. Dezember 1965 – 20. April 1968 |
| Fischereiminister                                                | Hédard Robichaud | 22. April 1963 – 20. April 1968 |
| Forstwirtschaftsminister                                         | John Robert Nicholson Maurice Sauvé | 22. April 1963 – 2. Februar 1964 3. Februar 1964 – 30. September 1966 |
| Minister für Forstwirtschaft und ländliche Entwicklung           | Maurice Sauvé | 1. Oktober 1966 – 20. April 1968 |
| Handels- und Gewerbeminister                                     | Mitchell Sharp Robert Winters Jean-Luc Pépin (geschäftsführend) | 22. April 1963 – 3. Januar 1966 4. Januar 1966 – 29. März 1968 30. März 1968 – 20. April 1968 |
| Industrieminister                                                | Charles Drury | 25. Juli 1963 – 20. April 1968 |
| Minister für Verteidigungsproduktion                             | Charles Drury | 22. April 1963 – 20. April 1968 |
| Minister für Bergbau und technische Begutachtung                 | William Benidickson John MacNaught Jean-Luc Pépin | 22. April 1963 – 6. Juli 1965 7. Juli 1965 – 17. Dezember 1965 18. Dezember 1965 – 30. September 1966 |
| Minister für Energie, Bergbau und Ressourcen                     | Jean-Luc Pépin | 1. Oktober 1966 – 20. April 1968 |
| Postminister                                                     | Azellus Denis John Robert Nicholson René Tremblay Jean-Pierre Côté | 22. April 1963 – 2. Februar 1964 3. Februar 1964 – 14. Februar 1965 15. Februar 1965 – 17. Dezember 1965 18. Dezember 1965 – 20. April 1968 |
| Minister für Konsumenten- und Unternehmensangelegenheiten        | John Turner | 21. Dezember 1967 – 20. April 1968 |
| Minister für staatliche Bauvorhaben                              | Jean-Paul Deschatelets vakant Lucien Cardin George McIlraith | 22. April 1963 – 11. Februar 1965 12. Februar 1965 – 14. Februar 1965 15. Februar 1965 – 6. Juli 1965 7. Juli 1965 – 20. April 1968 |
| Staatsbürgerschafts- und Einwanderungsminister                   | Guy Favreau René Tremblay John Robert Nicholson Jean Marchand | 22. April 1963 – 2. Februar 1964 3. Februar 1964 – 14. Februar 1965 15. Februar 1965 – 17. Dezember 1965 18. Dezember 1965 – 30. September 1966 |
| Minister für Arbeitskräfte und Einwanderung                      | Jean Marchand | 1. Oktober 1966 – 20. April 1968 |
| Minister für nördliche Angelegenheiten und natürliche Ressourcen | Arthur Laing | 22. April 1963 – 30. September 1966 |
| Minister für Indianerangelegenheiten und Entwicklung des Nordens | Arthur Laing | 1. Oktober 1966 – 20. April 1968 |
| Minister für Veteranenangelegenheiten                            | Roger Teillet | 22. April 1963 – 20. April 1968 |
| Beigeordneter Verteidigungsminister                              | Lucien Cardin Léo Cadieux vakant | 22. April 1963 – 14. Februar 1965 15. Februar 1965 – 18. September 1967 19. September 1967 – 20. April 1968 |
| Staatssekretär für Kanada                                        | John Pickersgill Maurice Lamontagne Julia LaMarsh John Joseph Connolly (geschäftsführend) | 22. April 1963 – 2. Februar 1964 3. Februar 1964 – 17. Dezember 1965 18. Dezember 1965 – 9. April 1968 10. April 1968 – 20. April 1968 |
| Regierungskanzlist                                               | Guy Favreau John Turner | 1. Oktober 1966 – 3. April 1967 4. April 1967 – 20. Dezember 1967 |
| Präsident des Schatzamtausschusses                               | Edgar Benson | 22. April 1963 – 20. April 1968 |
| Präsident des Kronrates                                          | Maurice Lamontagne George McIlraith Guy Favreau Walter L. Gordon Pierre Trudeau (geschäftsführend)                                                                                             | 22. April 1963 – 2. Februar 1964 3. Februar 1964 – 6. Juli 1965 7. Juli 1965 – 3. April 1967 4. April 1967 – 10. März 1968 11. März 1968 – 20. April 1968 |
| Solicitor General                                                | John MacNaught Lawrence Pennell | 22. April 1963 – 6. Juli 1965 7. Juli 1965 – 19. April 1968 |
| Minister ohne Geschäftsbereich                                   | William Ross Macdonald John MacNaught René Tremblay John Joseph Connolly Yvon Dupuis Lawrence Pennell Jean-Luc Pépin John Turner Walter L. Gordon Jean Chrétien Charles Granger Bryce Mackasey | 22. April 1963 – 2. Februar 1964 22. April 1963 – 6. Juli 1965 22. April 1963 – 2. Februar 1964 3. Februar 1964 – 20. April 1968 3. Februar 1964 – 21. Januar 1965 7. Juli 1965 – 30. September 1966 7. Juli 1965 – 17. Dezember 1965 18. Dezember 1965 – 3. April 1967 9. Januar 1967 – 3. April 1967 4. April 1967 – 17. Januar 1968 25. September 1967 – 20. April 1968 9. Februar 1968 – 20. April 1968 |